# Bordsbön

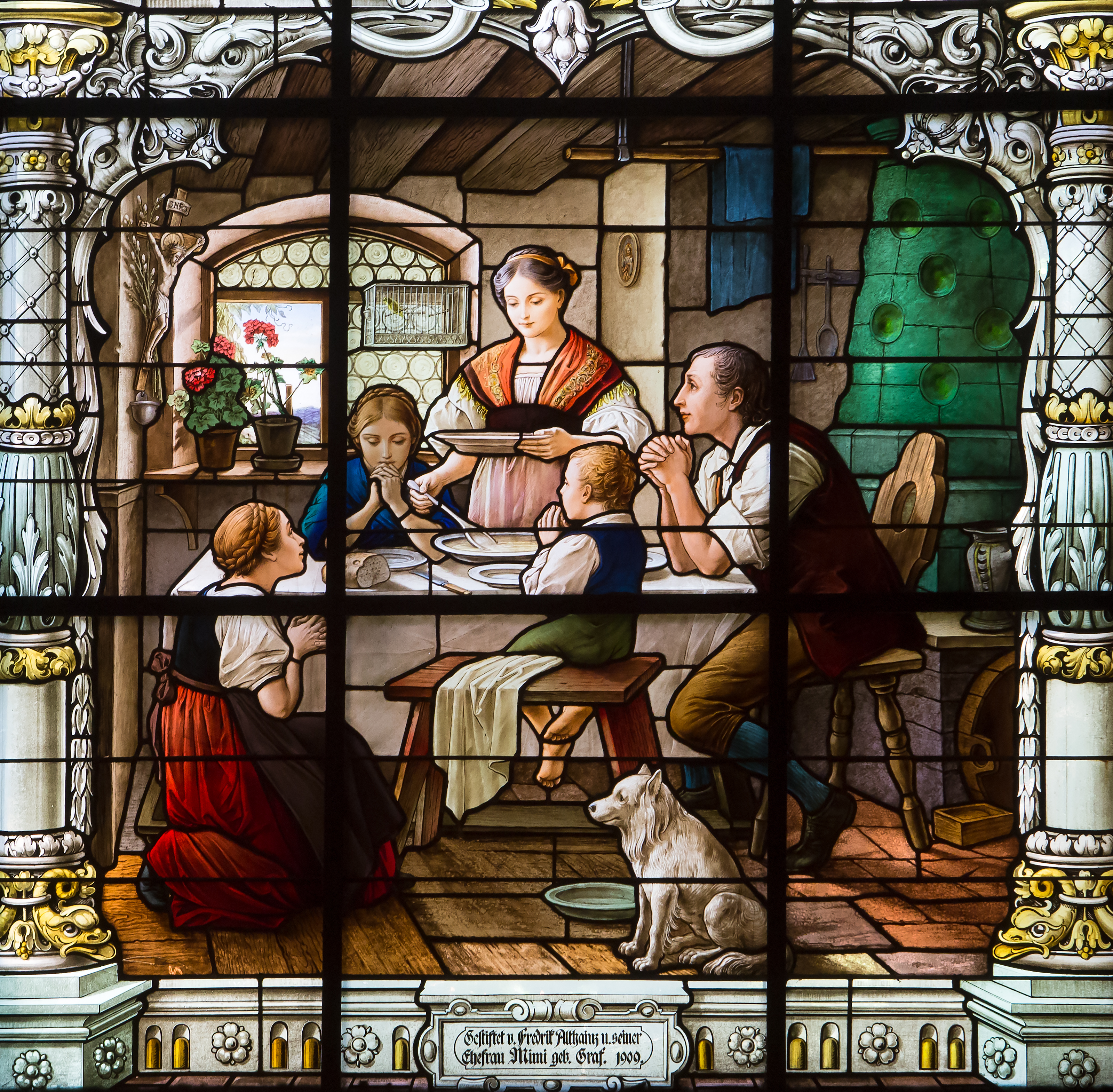
Illustration av bordsbön på kyrkfönster i Tyska kyrkan i Stockholm.

Bordsbön är inom religion en (kort) bön som uttalas före och efter en måltid för att välsigna och tacka för måltiden.
Bordsbön är vanligt inom bland annat kristendomen. Den vanligaste bordsbönen, före en måltid i Sverige, är antagligen "Gode Gud, välsigna maten. (I Jesu namn.) Amen." Samt efter måltiden "Tack, gode Gud, för maten. (I Jesu namn.) Amen". En variant är att sjunga en bordsbön, exempelvis "Glädjens Herre, var en gäst". I kloster och kommuniteter brukar man be en längre bön: "Herre, se i nåd till alla som hungra och lida nöd. Giv oss tacksamma hjärtan, och välsigna oss och dessa dina gåvor, som vi taga emot ur din milda hand. Genom din Son, Jesus Kristus, vår Herre. Amen."
Muslimer ber sällan någon längre bön (du'a-åkallan) innan de äter förutom när de fastar. De flesta muslimer uttalar bara orden Bismillah innan mat och dryck intas. Efter maten läser de en längre bön (du'a) eller säger "Al-hamdo-lillah" som betyder all tacksamhet tillhör Gud. Den längre bönen som oftast läses efter maten går; Alhamdulillaah-hilladhi at'amani hadha warazaqanihi min ghayri hawlim minnee wala qowwah som betyder - All tacksamhet tillhör Allah som matar mig och försörjer mig med detta utan någon styrka eller makt från mig själv.
Inom judendomen ber man en mycket kort bordsbön före maten som alltid börjar med ...ברוך אתה ה' אלהינו מלך העולם, "Välsignad är du, Herre, vår Gud, universums kung..." men som sedan skiljer sig åt beroende på vilken mat man ska äta.
Efter en måltid ber man längre och även här skiljer det sig åt beroende på vad man ätit. Den vanligaste och längsta bordsbönen, ברכת המזון, birkat haMazon, sägs efter en måltid innehållande bröd och i den tackar man Gud för maten, för landet, för Jerusalem och för Guds godhet. Bönen skiljer sig något åt beroende på vilken tid på året det är, och hur många man är kring matbordet. Att be birkat haMazon kallas vanligen בענטשן, bentshen, ett ord på jiddisch för "att välsigna", från latinets benedicere. Bruket härleds ur 5 Mos 8:10, "och du då äter dig mätt, skall du prisa Herren, din Gud, för det rika land han har gett dig", och är den enda bön i judendomen som anses vara bibliskt påbjuden.